# Musaranya del Pamir
La musaranya del Pamir (Crocidura serezkyensis) és una espècie de mamífer eulipotifle de la família de les musaranyes (Soricidae) que viu a l'Àsia central: Azerbaidjan, el Kazakhstan, Tadjikistan, Turkmenistan i, possiblement també a Kirguizstan i l'Uzbekistan.